# Université centrale du Chili
Pour les articles homonymes, voir Université centrale.
L'université centrale du Chili est une université privée fondée en 1982 à Santiago du Chili. Elle dispose de quatre campus à Santiago et de deux bureaux régionaux dans les villes d'Antofagasta et La Serena.

## Facultés
L'université est composée de huit facultés : 
- Faculté d'architecture, territoire et du paysage
- Faculté d'éducation
- Faculté de communication
- Faculté de droit
- Faculté des sciences économiques et administratives
- Faculté des sciences physiques et mathématiques
- Faculté des sciences politiques et administration publique
- Faculté des sciences sociales